# Conseil privé (Royaume-Uni)
Pour les articles homonymes, voir Conseil privé.
Le Très Honorable Conseil privé de Sa Majesté (His Majesty’s Most Honourable Privy Council en anglais et Tra Anrhydeddus Gyfrin Gyngor Ei Fawrhydi en gallois) ou, plus généralement, le Conseil privé (Privy Council en anglais et Cyfrin Gyngor en gallois), est l'organe légalement chargé de conseiller le monarque du Royaume-Uni.
Le pouvoir du roi lorsqu'il agit sur le conseil du Conseil privé est appelé « roi en Conseil » (King-in-Council). Il s'agit notamment des fonctions relevant de la prérogative royale et de la publication de décrets en Conseil ou chartes royales. De nos jours, ces fonctions sont exercées par le Cabinet, qui est un comité du Conseil privé.
Le roi en Conseil détient également certains pouvoirs judiciaires. Ceux-ci sont exercés par le comité judiciaire du Conseil privé qui comprend notamment des juges de la Cour suprême du Royaume-Uni et d'autres pays du Commonwealth. Le comité judiciaire était précédemment la cour suprême pour l'ensemble de l'Empire britannique (autre que le Royaume-Uni) et continue aujourd'hui d'entendre des appels des tribunaux des dépendances de la Couronne, des territoires britanniques d'outre-mer et de certains pays du Commonwealth.

## Historique

### Origine
Le Conseil privé du Royaume-Uni tire ses origines de la Curia regis (Cour du roi) en place au Moyen-âge en Angleterre  Ce conseil, formé de nobles et d’ecclésiastiques, avait pour but de conseiller le roi sur des sujets touchant la justice, l’administration et la législation, afin que celui-ci prenne des décisions éclairées. Ainsi, les cours de justice sont chargées de dispenser la justice tandis que le Parlement devient le plus haut organe législatif. Au fil du temps, ces différentes fonctions sont dévolues à des institutions différentes.
Avec la création de la Chambre des Lords, de la Chambre des Communes et du système de tribunaux nationaux, ce conseil a changé de rôle pour devenir une cour d’appel où pouvaient être remis en question les décisions d’autres tribunaux. Des monarques puissants peuvent ainsi utiliser leur Conseil pour contourner les tribunaux et le Parlement. Par exemple, un comité du Conseil — appelé plus tard Chambre étoilée — était autorisé à infliger toutes les peines, sauf la mort, sans être restreint par les procédures d'un tribunal ordinaire. Durant le règne d'Henri VIII, le roi se voit autoriser à promulguer des lois sur l'avis du Conseil, par proclamation. La prééminence du Parlement n'est rétablie qu'après la mort d'Henri VIII.
Sous les Tudors et les Stuarts, des changements importants surviennent, par exemple la séparation du conseil en deux entités distinctes : une cour judiciaire d’appel (le Comité judiciaire du Conseil privé) et un conseil administratif, ayant pour rôle d’aider le roi avec les enjeux de gouvernance. Par la suite, bien que le Conseil garde des responsabilités législatives et judiciaires, il devient principalement administratif. Il est composé de quarante membres en 1553, mais le monarque s'appuie sur un comité plus restreint, qui évolue vers le cabinet moderne. À la suite de certaines pressions politiques dans les années 1640 sur la royauté britannique, le Conseil privé a perdu son statut sur le territoire anglais, mais continue d’exercer sa vocation sur le territoire des colonies britanniques, qui ne l’ont pas abolie.
À la fin de la Première Révolution anglaise, la monarchie, la Chambre des lords et le Conseil privé sont abolis. Seule perdure la Chambre des communes qui crée un Conseil d’État chargé d’exécuter les lois, et de diriger la politique administrative. Ce Conseil est composé de 51 membres, élus par la Chambre des communes. Il est dirigé par Oliver Cromwell, qui est en réalité le dictateur militaire du pays. En 1653, Cromwell devient lord-protecteur et le Conseil voit son effectif se réduire : il n’est plus composé que de 30 ou 31 membres, élus par les communes. En 1657, la Chambre des Communes dote Cromwell de pouvoirs supplémentaire, à l'image de ceux possédés par l’ancienne monarchie. Le Conseil prend le nom de Conseil privé du lord-protecteur et ses membres sont nommés par le lord-protecteur, avec approbation du Parlement.
En 1659, peu de temps après la restauration de la monarchie, le Conseil du lord-protecteur est aboli. Charles II restaure le Conseil privé royal, mais, à l’image des précédents Stuart, il choisit de ne s’appuyer que sur un petit groupe de conseillers. Sous George Ier, ce comité obtient encore plus de pouvoir : il peut se réunir en l’absence du roi, et lui communiquer ses décisions par la suite. Dès lors, le Conseil privé dans son ensemble cesse d’être un organe politique important et ce rôle est dévolu à un comité, désormais connu sous le nom de cabinet.

### Fonctions judiciaires
La légitimité du Conseil privé de Londres découle du Judicial Committee Act de 1833. Bien que créé en 1833 par cette loi, le Comité judiciaire n'est investi de la compétence de tous les tribunaux des colonies britanniques qu’en 1844. Celui-ci peut siéger en divisions (sans tous ses membres) et il peut aussi entendre plusieurs causes simultanément. Ce décret permet de rendre plus claire les conditions sous lesquelles le Conseil privé peut entendre une cause.
À partir de 1833, des juges venant des territoires britanniques d’outre-mer sont ajoutés au comité judiciaire. C’est sous la forme de rapports au souverain britannique que les jugements de ce comité sont rendus, et celui-ci peut à tout moment, renvoyer une question au comité. Au début du XXe siècle, étant donné la grandeur du territoire britannique de l’époque, presque le quart de la planète peut être entendu par cette cour. Avec le XXe siècle vient aussi le désir d’une plus grande autonomie politique et judiciaire des anciennes colonies de l’Empire britannique et des pays du Commonwealth.
Une loi du Parlement de Londres de 1931 permet aux dominions d’abolir le droit d’appel au Conseil privé. Le premier pays à abolir cette instance sera l’Irlande, suivie en 1933 de presque la totalité des autres dominions, dans les décennies qui suivront . En 2021, il reste 27 pays (territoires d’outre-mer, territoires de bases militaires souverains ou dépendances royales) étant toujours sous la juridiction de ce Comité.

## Conseillers privés

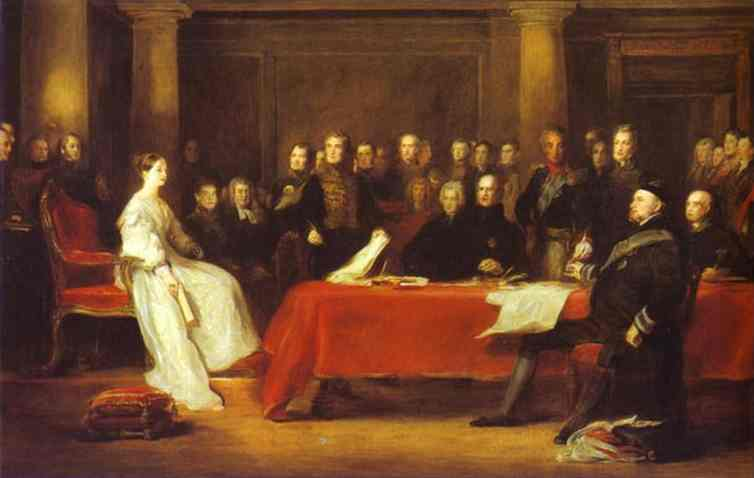
Victoria présidant la 1e réunion de son Conseil privé, par Sir David Wilkie, 1838.

### Composition
Les membres du Conseil privé sont collectivement appelés « Lords du très honorable Conseil privé de Sa Majesté » (Lords of His Majesty's Most Honourable Privy Council) et individuellement « conseiller privé » (Privy Counsellor ou Privy Councillor).
Le lord président du Conseil est le quatrième plus important grand officier d'État : la fonction est occupée par un membre du cabinet, généralement le leader de la Chambre des communes ou celui de la Chambre des lords, membre. Le greffier du Conseil privé, qui dirige le Bureau du Conseil privé, signe tous les décrets du conseil.
Le monarque peut nommer qui il souhaite comme conseiller privé, mais, en pratique, les nominations sont faites sur l'avis du gouvernement. Il n'y a pas de limite au nombre de membres : ainsi, en juin 2015, 650 personnes étaient membres du Conseil privé.
Une grande partie des conseillers privés sont des femmes et des hommes politiques. Le Premier ministre, les ministres du cabinet, le chef de l'Opposition, le président de la Chambre des communes et le Lord président de la Chambre des lords sont nommés au Conseil privé, dès leur prise de fonction. Des chefs des principaux partis à la Chambre des communes, les Premiers ministres des nations constitutives, certains ministres non membres du cabinet ou des parlementaires importants sont aussi nommés au Conseil privé. En effet, les conseillers privés sont tenus par leur serment de garder secrètes les discussions du Conseil et la nomination de membres de partis d'opposition permet au gouvernement de leur communiquer des informations confidentielles.
Tous les membres du Conseil privé n'ont pas le droit d'assister à toutes les réunions. Et seulement quelques-uns sont convoqués à chaque réunion (en pratique, selon le choix du Premier ministre). Une nomination au Conseil privé peut ainsi être une distinction honorifique. Ainsi, les trois principaux archevêques de l'Église d'Angleterre (Canterbury, York et Londres) sont toujours nommés conseillers privés, ainsi que le secrétaire privé du monarque et le Lord-chambellan. Des membres de la famille royale sont également conseillers privés. Les juges de la Cour suprême, de la Cour d'appel d'Angleterre et du pays de Galles, de la Court of Session et le Lord-juge en chef d'Irlande du Nord sont également membres du Conseil,,,.
Bien que le Conseil privé soit avant tout une institution britannique, des officiels de royaumes du Commonwealth y sont également nommés. Ainsi, jusqu'à la fin du XXe siècle, les Premiers ministres et juges en chef du Canada et d'Australie étaient nommés au Conseil privé, ainsi que, jusque dans les années 2000, les plus importants politiques de Nouvelle-Zélande. Certains pays continuent cette pratique pour leurs premiers ministres.

### Serment
Par le passé, le fait de divulguer le texte du serment des conseillers privés était considéré comme de la trahison. Toutefois, le serment a été rendu public par le gouvernement Blair en 1998 :

« You do swear by Almighty God to be a true and faithful Servant unto the King's Majesty, as one of His Majesty's Privy Council. You will not know or understand of any manner of thing to be attempted, done, or spoken against Her Majesty's Person, Honour, Crown, or Dignity Royal, but you will lett and withstand the same to the uttermost of your Power, and either cause it to be revealed to Her Majesty Herself, or to such of Her Privy Council as shall advertise Her Majesty of the same. You will, in all things to be moved, treated, and debated in Council, faithfully and truly declare your Mind and Opinion, according to your Heart and Conscience; and will keep secret all Matters committed and revealed unto you, or that shall be treated of secretly in Council. And if any of the said Treaties or Counsels shall touch any of the Counsellors, you will not reveal it unto him, but will keep the same until such time as, by the Consent of Her Majesty, or of the Council, Publication shall be made thereof. You will to your uttermost bear Faith and Allegiance unto the Queen's Majesty; and will assist and defend all Jurisdictions, Pre-eminences, and Authorities, granted to Her Majesty, and annexed to the Crown by Acts of Parliament, or otherwise, against all Foreign Princes, Persons, Prelates, States, or Potentates. And generally in all things you will do as a faithful and true Servant ought to do to His Majesty. So help you God. »

Les conseillers privés peuvent choisir d'affirmer leur allégeance plutôt que de jurer au nom de Dieu.

### Mandat
La nomination au Conseil privé est généralement à vie. Par le passé, la mort du monarque provoquait automatiquement la dissolution du Conseil, mais, à partir du XVIIIe siècle, il est décidé que le Conseil ne serait pas dissous, jusqu'à six mois après la mort du monarque. Toutefois, par convention, le nouveau monarque nommait de nouveau au Conseil privé tous les membres du Conseil précédent.
À partir de 1901, la loi est modifiée afin que les nominations d'un monarque se poursuivent au règne suivant.

### Privilèges
Les membres du Conseil privé ont le droit d'utiliser le préfixe « le très honorable ».
Les pairs, qui utilisent déjà « le très honorable », utilisent les lettres « PC » après leur nom lorsqu'ils sont membres du Conseil privé.
Les députés membres du Conseil privé sont généralement assermentés avant les autres, sauf le président de la Chambre des Communes et le doyen de sa chambre et peuvent être prioritaires lors des prises de paroles en chambre.
Les conseillers privés sont par ailleurs techniquement autorisés à s'assoir sur les marches du trône dans la Chambre des lords lors des débats, mais ce privilège est rarement exercé.
Les conseillers privés ont également le droit à un accès direct au monarque. Il est généralement considéré que les pairs possèdent le droit à un accès individuel et les députés à un accès collectif. Dans tous les cas, ce droit ne peut être utilisé que pour remettre un conseil sur les affaires publiques.

## Fonctions

### Pouvoir exécutif
Le monarque exerce le pouvoir exécutif par des décrets en conseil adoptés sur l'avis du Conseil privé. Les décrets en conseil, qui sont rédigés par le gouvernement et non le monarque, sont des textes réglementaires utilisés pour l'application des lois, des nominations. Les décrets en conseil sont également utilisés pour sanctionner les mesures de l'Assemblée nationale du pays de Galles et les lois des dépendances de la Couronne.
Distincts des décrets en conseil, les décrets du conseil sont adoptés par le Conseil privé sans la participation du monarque. Ils ne sont adoptés qu'en vertu d'une loi du Parlement pour la régulation de certaines institutions publiques.
Le monarque adopte aussi des chartes royales avec l'avis du Conseil privé. Elles sont utilisées pour donner un statut particulier à une société, profession ou institution et parfois pour accorder le statut de cité (city) à une ville.

### Pouvoir judiciaire
Le Comité judiciaire du Conseil privé comprend les plus importants juges qui sont également conseillers privés. Les décisions du comité judiciaire sont présentées sous la forme de conseils au souverain, mais en pratique ils sont toujours suivis par lui.
Au sein du Royaume-Uni, le comité judiciaire entend les appels des courts judiciaires, de la Cour d'amirauté des Cinque Ports et d'autres cours. La Couronne en conseil était précédemment la cour suprême pour l'ensemble de l'Empire britannique mais la plupart des nations du Commonwealth ont aujourd'hui aboli de tels appels.

### Autres comités
En plus du cabinet et du comité judiciaire Conseil privé dispose également d'autres comités :
- le comité sur les Baronetages qui examine les contentieux qui porte sur le rôle des baronets ;
- le comité pour les affaires de Jersey et Guernsey, qui recommande l'approbation de la législation des îles Anglo-Normandes ;
- le comité pour l'application du Crown Office Act de 1877 (ne s'est pas réuni depuis 1988) ;
- le comité sur les universités écossaises, qui se prononce sur les modifications de statuts de quatre anciennes universités d'Écosse ;
- le comité sur les universités, qui se prononce sur les contentieux portant sur les statuts des universités d'Oxford et Cambridge (ne s'est pas réuni depuis 1995).

## Réunions
Le Conseil privé se réunit habituellement une fois par mois, là où le monarque se trouve. Le quorum est de trois membres mais certaines lois fixent un quorum différent.
Le monarque est présent à la réunion, mais il peut être remplacé par deux ou plus conseillers d'État. Les Regency Acts de 1937 et 1953 prévoient que les conseillers d'État puissent être choisis parmi l'époux du souverain ou les quatre premières personnes dans l'ordre de succession qui ont plus de 21 ans (ou 18 ans pour l'héritier du trône). Normalement, le souverain reste debout pendant la réunion, afin qu'aucun conseiller privé ne puisse s'assoir ce qui permet de garder la réunion courte. Le Lord-président lit les décrets à adopter et le monarque se contente de dire « Approved ».
Seuls quelques conseillers privés participent régulièrement aux réunions. La pratique est qu'aux réunions habituelles, quatre conseillers privés sont présents, dont le Lord-président,. Les décrets sont écrits par l'administration et sont approuvés préalablement par le ministre responsable — selon les principes de monarchie constitutionnelle. Ainsi, la réunion du Conseil n'est qu'une formalité.
Une réunion plénière du Conseil privé n'a lieu que lorsque le souverain régnant annonce ses fiançailles (ce qui s'est produit pour la dernière fois en 1839 pour la reine Victoria) ou en cas de mort ou abdication du souverain. Les lois sur la régence prévoient également que le régent prête serment devant le Conseil privé.
En cas de dévolution de la Couronne, le Conseil privé ainsi que les membres de la Chambre des lords, le Lord-maire de Londres et les échevins de la Cité de Londres ainsi que les représentants des nations du Commonwealth font une proclamation déclarant l'accession au trône du nouveau souverain et reçoivent de lui le serment relatif à la sécurité de l'Église d'Écosse, tel que prévu par la loi. Il est également habituel qu'en une telle occasion, le nouveau monarque fasse une allocution au Conseil privé qui est ensuite publiée dans la London Gazette. Cette assemblée spéciale du Conseil privé élargi est appelé Conseil d'accession (Accession Council).